# Francisco del Castillo y Fajardo

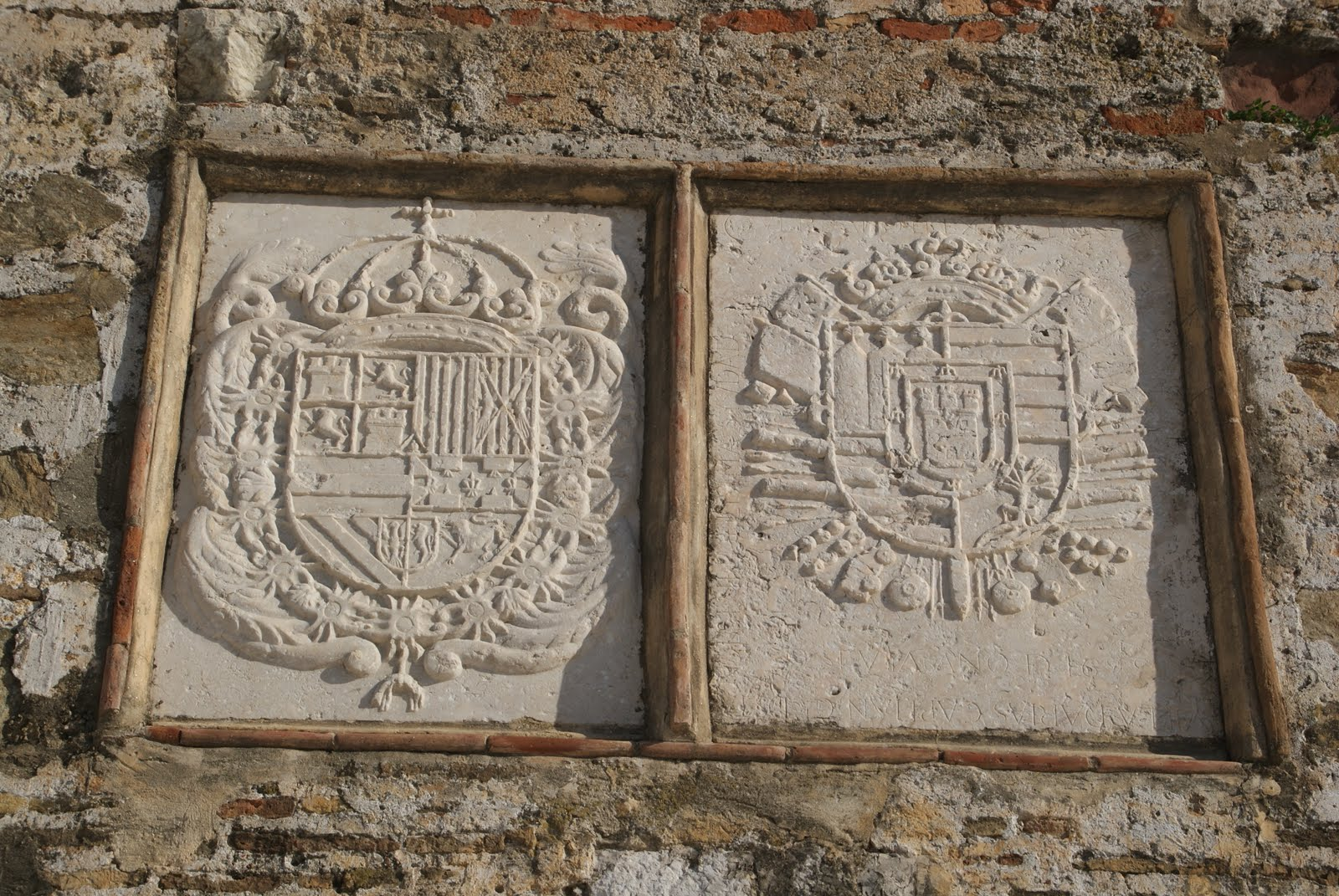
Escudo de armas de Carlos II y marqués de Villadarias.

Francisco del Castillo Fajardo y Muñoz (Málaga, 1642-Madrid, abril de 1716), segundo marqués de Villadarias (1642-1716), fue un noble y militar español.

## Biografía
Nacido en Madrid en 1642, era el hijo natural del primer marqués de Villadarias, Antonio del Castillo y Maldonado, habido de una relación con María Muñoz de Lorca, que, careciendo de hijos legítimos de su matrimonio con Catalina de Argote, lo declaró como sucesor al mayorazgo de la Casa de Arias del Castillo y del marquesado de Villadarias. Francisco cambió su segundo apellido por Fajardo, apellido procedente de su bisabuela.
El mayorazgo se lo disputó a Francisco, II marqués de Villadarias, y lo ganó el marqués del Vado de Maestre, como marido de  Agüeda de Veintimiglia Pisa y del Castillo, hija legítima de una hermana de su padre Antonio del Castillo Fajardo y Maldonado, por lo tanto, su prima hermana.
Francisco se desposó en Málaga el 25 de marzo de 1685 con Paula de Veintimiglia y Rodríguez de Santisteban, siendo para ella sus segundas nupcias. Nacieron seis hijos del matrimonio. Más tarde, Paula heredaría tras la muerte sin descendencia de su hermano Diego el principado de Santo Mauro de Nápoles, el marquesado de Cropani y el condado de Peñón de la Vega. 
Paula era la viuda de Pedro de Lucena y Sotomayor, con quien había tenido a una hija, Leonor Petronila. Esta hija quedaría en el testamento de Paula como heredera del principado de Santo Mauro de Nápoles, mientras que los otros dos títulos quedaban en testamento para el primogénito de Francisco, su hijo Antonio, heredero también del marquesado de Villadarias.
El 13 de noviembre de 1692 falleció su padre y pasó a ser el segundo marqués de Villadarias. Durante el periodo 1690-1699, Francisco ostentó el título temporal de vizconde de Villadarias debido a que Carlos II concedió el título de marqués de Villadarias con vizcondado previo, cediéndoselo su padre tras su obtención. Tras el Real Despacho de 1699, que hizo oficial el título, el vizcondado quedó suprimido.
Fue caballero de la Orden de Santiago a partir del 14 de mayo de 1685.
La vida profesional de Francisco pasó por un sinfín de cargos públicos. Combatió en la guerra de Flandes, donde se ganó una serie de ascensos en el ejército español por méritos de guerra. En 1682, de regreso en España, fue nombrado Maestre de Campo de infantería, ascendiendo más tarde a capitán general del ejército, ocupando el cargo en el periodo de 1690 a 1693. Compartió cargos políticos con su vida militar y ocupó el cargo civil de gobernador de Ostende entre 1686 y 1693. En 1694, fue destinado a Barcelona como Maestre de Campo y capitán general de los ejércitos catalanes, ocupando el cargo hasta 1696. En 1696 fue nombrado gobernador y capitán general de Guipúzcoa, estando en el cargo hasta que fue trasladado en 1698 a Ceuta a desempeñar el mismo cargo.
En 1702 dejó la gobernación y xapitanía de Ceuta y fue nombrado capitán general en Andalucía, estando en el cargo entre 1702 y 1710. Durante la guerra de sucesión española su cuartel apoyó al rey Felipe V. En 1702, las tropas del archiduque Carlos compuestas por unos 14 000 hombres desembarcaron cerca de Cádiz apoyados por una flota anglo-holandesa al mando de Sir George Rooke, comprometiendo seriamente su región militar, aunque fueron contenidas exitosamente en la  batalla de Cádiz (1702). Sin embargo, la flota anglo-holandesa del príncipe de Darmstadt y de Sir George Rooke conquistó Gibraltar en 1704. 
De junio a julio de 1704 invadió Portugal y conquistó Castelo de Vide y Marvão. Durante 1704 y 1705 intentó recapturar Gibraltar a los anglo-holandeses, poniéndolo asedio, hasta que fue reemplazado el 8 de febrero de 1705 por el mariscal francés René de Froulay de Tessé, que levantó el asedio y se retiró. En 1710 tomó el mando del ejército como General de Cataluña y fue relevado tras la derrota en la batalla de Almenar.
En 1713 fue nombrado capitán general de Valencia y trasladado a la capitanía de la ciudad. A los pocos meses de su llegada a Valencia, abandonó el cargo para ocupar el puesto de capitán general de los Reales Ejércitos.
El marqués falleció en Madrid en abril de 1716 a la edad de 74 años y su hijo Antonio del Castillo y Veintimiglia le sucedió en el marquesado de Villadarias.

## Matrimonio y descendencia
De su matrimonio con Paula de Veintimiglia y Rodríguez de Santisteban nacieron:
- Antonio del Castillo y Veintimiglia, III marqués de Villadarias, VI marqués de Cropani y III conde de Peñón de la Vega

- Francisco del Castillo y Veintimiglia, obispo de Barcelona y de Jaén

- Jerónimo del Castillo y Veintimiglia, VII marqués de Cropani y IV conde de Peñón de la Vega]]

- Juan Bautista del Castillo y Veintimiglia, V príncipe de Santo Mauro de Nápoles, IV marqués de Villadarias, VIII marqués de Cropani y V conde de Peñón de la Vega

- María del Castillo y Veintimiglia

- Águeda Rosalía del Castillo y Veintimiglia, casada con su sobrino Francisco Javier de Avellaneda y Lucena, IV príncipe de Santo Mauro de Nápoles y demás títulos

- Violante del Castillo y Veintimiglia, casada con Juan Francisco de Horcasitas y Oleaga, II conde de Moriana del Río.